# 加州校际联盟
加州校际联盟（California Interscholastic Federation, 简称CIF）是美国加利福尼亚州的高中体育运动的管理机构。CIF的成员包括公立高中和私立高中。与其他州级体育组织不同的是，它并不为所有的项目设立专门的全州冠军赛，相反，对于某些体育项目，CIF的10个赛区各有自己的冠军赛。
靠近州边界的六所学校是邻近州协会的成员。圣帕斯夸尔谷高中是亚利桑那州校际协会的一部分。科尔维尔高中、尼德尔斯高中、北塔霍高中、南塔霍高中和特拉基高中都是内华达州校际活动协会的成员。

## 历史
早在 1891年，旧金山湾区的学校就开始在业余学术体育协会组织的足球比赛中相互竞争。从1894年开始，由学术体育联盟组织的其他男子体育运动项目也陆续开展起来。虽然球队代表的是学校的名称，但与学校行政部门没有任何隶属关系 
CIF于1914年由一群地区学校的校长在洛杉矶创立。成立该组织的目的是为了统一学校之间的规则和球队结构，同时也是为了防止运动员 "买校 "和球队派出超过高中年龄的球员等滥用职权行为。其他学校的校长也自愿加入该计划。
1917年，该组织在全州范围内正式成立。 
2005年，CIF开始要求所有学生运动员签署保证书，不服用任何同化类固醇，否则将面临停赛或开除。 

## 锦标赛
CIF 在以下地区举办州和地区锦标赛：
- 羽毛球
- 男子篮球和女子篮球；加州高中篮球锦标赛
- 男子和女子网球
- 男子和女子越野赛
- 足球；加利福尼亚州高中橄榄球冠军名单
- 男孩和女孩高尔夫
- 男子和女子游泳和跳水
- 男孩和女孩足球
- 男子和女子田径比赛； CIF 加州会议
- 男子和女子网球
- 男子和女子排球
- 男孩和女孩水球
- 男子和女子摔跤

CIF 还与足球锦标赛一起举办州啦啦队锦标赛。
CIF 各个部门还举办其他运动项目的锦标赛，包括：
- 曲棍球
- 男孩和女孩长曲棍球
- 轮滑曲棍球

在学校有单独的男队和女队的运动中，不允许女孩参加男孩队，男孩也不允许参加女孩队。 （在棒球等没有女子球队的运动中，女孩可以参加比赛；而在垒球等没有男子球队的运动中，大多数情况下不允许男孩参加。）

## 与会者
2016-2017赛季，加州校际联合会有800,364 名参与者，其中 58% 是男生，42% 是女生。 
男生参加最多的运动是：
- 美式橄榄球：97,079人
- 田径：56,032人
- 足球：52,795人
- 篮球：46,114人
- 棒球：43,913人
- 越野田径：31,830人
- 摔跤：22,383人
- 游泳：21,467人

女生最喜欢的运动是：
- 足球：47,139人
- 田径：46,276人
- 排球：44,526人
- 篮球：34,222人
- 垒球：33,265人
- 游泳：29,722人
- 越野田径：25,600人

## 奖项
CIF为其参与者提供各种奖项： 
- 学术州冠军，授予具有高学术成就的团队
- 模范教练奖，颁发给积极榜样的教练
- 年度学者运动员，基于学术和运动卓越以及品格
- 体育精神，基于体育精神、社区服务和领导力

## 行政

### 区段
该州分为两个大区，分别为北区和南区，以及十个赛区，分别为北赛区、北海岸赛区、圣华金赛区、旧金山赛区、奥克兰赛区、中央海岸赛区、中赛区、洛杉矶市赛区、南赛区、圣地亚哥赛区。 
| 区号 | 赛区         | 地区 | 地点 | 网站                                  | 学校数量 |
| ---- | ------------ | ---- | --- | ------------------------------------- | -------- |
| 1    | 北赛区       | 北区 | 北加州内陆（州东北角）                                                                                                   | cifns.org                             | 70所     |
| 2    | 北海岸赛区   | 北区 | 北加州沿海地区（阿拉米达县、康特拉科斯塔县、马林县、索诺玛县、莱克县、索拉诺县、纳帕县、门多西诺县、洪堡县、德尔诺特县） | cifncs.org                            | 169所    |
| 3    | 圣华金赛区   | 北区 | 圣华金谷北部（湾区以东至太浩湖）                                                                                         | www.cifsjs.org                        | 198所    |
| 4    | 旧金山赛区   | 北区 | 旧金山联合学区 | www.cifsf.org                         | 15所     |
| 5    | 奥克兰赛区   | 北区 | 奥克兰联合学区 | ousd.k12.ca.us （页面存档备份，存于） | 20所     |
| 6    | 中央海岸赛区 | 北区 | 该州中部、沿海地区：包括蒙特雷县,圣贝尼托县,圣马特奥县,圣克拉拉县,圣克鲁斯县                                             | cifccs.org                            | 140所    |
| 7    | 中赛区       | 南区 | 圣华金谷中部和南部、圣路易斯奥比斯波县、因约县、莫诺县                                                                   | www.cifcs.org                         | 104所    |
| 8    | 洛杉矶市赛区 | 南区 | 洛杉矶联合学区（洛杉矶市及周边地区）                                                                                     | www.cif-la.org                        | 128所    |
| 9    | 南赛区       | 南区 | 南加州（洛杉矶县、奥兰治县、里弗赛德县、聖貝納迪諾縣、文图拉县和聖巴巴拉縣）                                             | www.cifss.org                         | 556所    |
| 10   | 圣地亚哥赛区 | 南区 | 圣地亚哥县和因皮里尔县（加利福尼亚州最南端）                                                                             | www.cifsds.org                        | 124所    |

除旧金山和奥克兰外，每个分区都进一步细分为联盟。北部赛区分为三个联盟，而这三个联盟又分为不同的联赛。 
南赛区在成员数和地理范围上都是最大的，覆盖了该州近三分之一的总面积和近一半的人口基数。南赛区包括洛杉矶校区服务区内的私立学校，无论其位于洛杉矶市内还是市外；中部海岸赛区和北海岸赛区也分别包括旧金山和奥克兰市的私立学校。三个 "城市分部 "由相应的公立学校系统运营，历史上也仅限于该系统。随着特许学校在加州的出现，三个 "城市分区 "（旧金山赛区、洛杉矶赛区、圣地亚哥赛区）既包括传统的公立学校，也包括在各自公立学校系统历史范围内运营的特许学校。旧金山学区目前还包括一所私立学校。
各分会也是地区和州比赛的资格审查机构，并可组织非全州性体育比赛的锦标赛，如例如：羽毛球、棒球、曲棍球、体操、长曲棍球、滑雪和单板滑雪、足球、垒球和水球。

### 联邦理事会
该组织的最高管理机构是联邦理事会。该理事会由每个部门的一名代表、加州教育部的一名代表、CIF 认可的所有联盟组织的代表、理事会主席、候任主席和上任主席组成。每位代表的任期为两年。理事会每年召开三次会议。 

### 同盟组织
以下团体被 CIF 视为联盟组织： 
- 加州教育部
- 加州学校董事会协会(CSBA)
- 全国州立高中协会联合会(NFHS)
- 加州学校管理者协会 (ACSA)
- 加州体育总监协会 (CSADA)
- 加州健康、体育、娱乐和舞蹈协会 (CAHPERD)
- 加州教练协会
- 约瑟夫森研究所
- 积极辅导联盟
- 运动育儿中心